# Grand-duché de Westarctica
Le grand-duché de Westarctica est une micronation créée par l'Américain Travis McHenry, qui revendique la Terre Marie Byrd, région de la partie occidentale de l'Antarctique, se fondant sur une supposée faille dans le traité sur l’Antarctique. Malgré ses demandes, Westarctica n'est reconnu par aucun pays.

## Territoire
La majeure partie du territoire revendiqué par la micronation se compose de la Terre Marie Byrd, définie comme l'ensemble des terres au sud du 60e parallèle sud et entre les 90e et 150e méridiens ouest. Cela se trouve entre les territoires revendiqués par le Chili et la Nouvelle-Zélande. Sa capitale s'appelle Achille. Ensuite, les îles Balleny revendiquées par la Nouvelle-Zélande et l'île Pierre-Ier par la Norvège ont été annexées. L'île Pierre-Ier est déclarée nouvelle capitale de Westarctica.
Le territoire de Westarctica s'étend sur 965 000 km2. La revendication de micronation permet à Westarctica de frapper et de vendre des pièces de monnaie en bois et en nickel ainsi que des timbres pour les collectionneurs.
Westarctica a élaboré deux hymnes nationaux : God save Westarctica sur la musique de God Save the Queen et une variante de Go West. En 2016, Westarctica compte 1 400 citoyens. Les demandes pour devenir citoyen s'effectuent sur internet.

## Histoire
Le 2 novembre 2001, Travis McHenry réclame la Terre Marie Byrd comme un pays à découvrir qu'aucun pays n'a encore revendiqué. Le traité sur l’Antarctique interdit toute nouvelle revendication territoriale par des pays, et pour contourner ce problème, McHenry réclame la terre en tant qu'individu. Il espère fonder dessus un pays, le « Territoire achéen de l'Antarctique ». Il envoie des courriers aux gouvernements de Russie, France, Norvège, Australie, Nouvelle-Zélande, Argentine, Chili, États-Unis et Royaume-Uni pour les informer de sa décision. Tous ces pays l'ont ignorée. Seuls le grand-duc du Luxembourg et le prince de Monaco ont poliment répondu, mais sans reconnaître la micronation pour autant.
En 2004, McHenry rebaptise le territoire « grand-duché de Westarctica ». La micronation lance ses propres passeports, mais un arnaqueur au Kenya a commencé à en produire des contrefaçons, et il a alors été décidé d'arrêter le programme de délivrance de passeports. En 2005, McHenry réclame les îles Balleny et l'île Pierre-Ier. La micronation lance également sa série de timbres postaux cette année-là. Un programme d'entraînement militaire est également lancé dans une partie rurale du Kentucky aux États-Unis, mais il est abandonné l'année suivante. Le grand-duc Travis abdique en 2006 pour être baron du château de Dunluce. En fait, l’US Navy, dans laquelle McHenry est lieutenant, réprouve cette attitude revendicatrice. Philip Karns lui succède et devient grand-duc.
En 2008, Philip Karns se retire de Westarctica pour des raisons de santé. Le chef d'État est alors Jon-Lawrence Langer, le duc de Moulton-Berlin. Il demande aux citoyens de Westarctica et aux sympathisants de la communauté micronationale un projet de revitalisation (en).
Le 3 juin 2010, le fondateur de Westarctica, Travis McHenry (qui fonde également la micronation de Calsahara en 2009) chasse Langer du pouvoir après plusieurs différends et des plaintes avec d'autres micronations, notamment grand-duché de Flandrensis, qui revendique des îles le long de la terre de Marie Byrd comme l'île Siple et l'île Carney. Westarctica adopte alors un nouveau drapeau, réduit ses revendications et rejoint l'Union Micronationale Antarctique pour entamer des négociations,.
En 2015, le Grand-duché participe à la première MicroCon,.
En octobre 2016, Travis McHenry ne s'est encore jamais rendu sur le territoire de Westarctica qu'il a proclamé en 2001. Il a cependant obtenu l'autorisation des Russes d'utiliser une de leurs vieilles bases abandonnées, et cherche des fonds pour financer une expédition sur place.
Le 29 octobre 2017, Westarctica annexe Calsahara, une autre micronation créée par Travis McHenry, située en Californie, qui devient alors une colonie de Westartica.

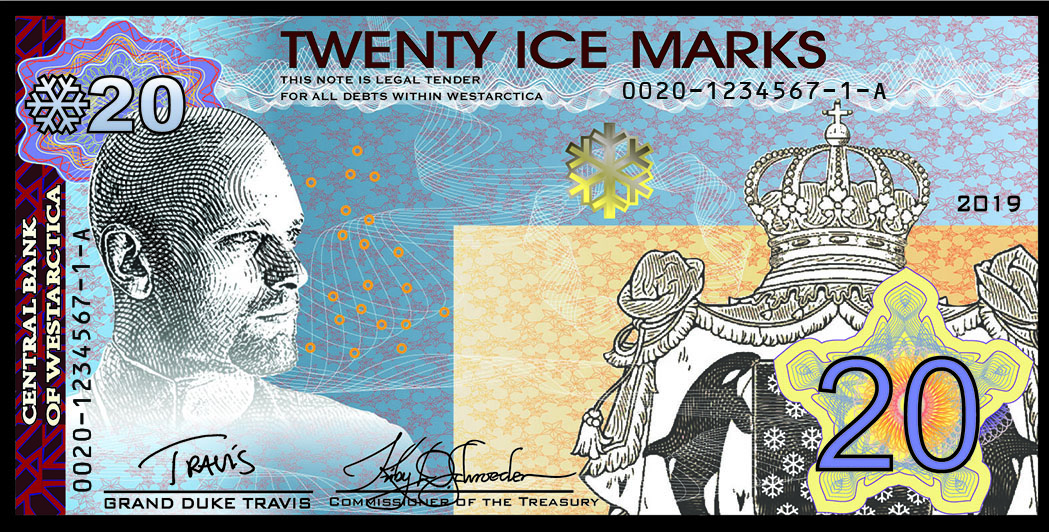
20 Ice Marks

En 2018, Joachim Aldfinger, un Allemand, établit un consulat à Nerja en Espagne. D'autres consulats honoraires ouvrent alors un peu partout dans le monde.
Le 8 septembre 2018, le Westarctica met en place Rise For Climate, une organisation caritative basée aux États-Unis pour sensibiliser à l'impact du changement climatique sur la faune de l'Antarctique.
Pendant la crise de la Covid, Travis incite à ses concitoyens du monde entier à suivre les consignes sanitaires.
En 2022, le grand-duché de Westarctica est l'organisateur de la MicroCon 2022,.